# Clifford Jackman
Pour les articles homonymes, voir Jackman.
Œuvres principales
The Winter Family
Clifford Jackman, né à Deep River en 1980, en Ontario, est un écrivain canadien.

## Biographie
Né à Deep River, petite ville de l'Ontario à la frontière avec le Québec, il grandit à Ottawa. Il fait des études supérieures en littérature anglaise à l'Université York et à l'Université Queen's de Toronto, avant de s'inscrire à la faculté de Droit de la Osgoode Hall Law School. Il est reçu au barreau de l'Ontario en 2009 et exerce son métier d'avocat à Guelph.
Il aborde la littérature avec la publication d'un roman policier intitulé The Black Box (2013), suivi de deux recueils de nouvelles.
En 2015, La Famille Winter (The Winter Family), qui mêle récit western, intrigue policière et roman historique, est finaliste pour le prix du Gouverneur général : romans et nouvelles de langue anglaise.

## La famille Winter(2o15)
« La «Famille» menée par l'étrange Augustus Winter s'élargit avec l'ajout de sombres nouveaux membres et devient peu à peu une bande de hors-la-loi.
Elle parcourt ainsi le pays sur près de 40 ans, de la Géorgie à l'Arizona, en passant par l'Oklahoma, combattant le Ku Klux Klan mais profitant également de la confusion pour commettre de nombreux méfaits; elle se retrouve même aux premières loges à Chicago, en marge des élections municipales de 1872.
Traduit par l'auteure québécoise Dominique Fortier, ce récit captivant et bien ficelé fait voyager à travers une époque brutale et chaotique de l'histoire américaine, même s'il se disperse par moments à travers une multitude d'acteurs et d'enjeux. »

## Œuvre

### Romans
- The Black Box, Ancaster, Manor House, 2012, 191 p.  (ISBN 9781897453230)
- The Winter Family, New York, Doubleday, 2015, 352 p.  (ISBN 9780385539494)
- California 1901, New York, Vintage Books, 2015, 77 p.  (ISBN 9781101970287)
- The Braver Thing, Toronto, Random House Canada, 2020, 436 p.  (ISBN 9780735280212)

### Recueils de nouvelles
- Deeper, Ancaster, Manor House, 2010, 144 p.  (ISBN 9781897453346)
- Jackman's Cliff, Ancaster, Manor House, 2013, 144 p.  (ISBN 9781897453391)

### Traductions françaises
- La famille Winter, traduit par Dominique Fortier, Québec, Alto, 2017, 401 p.  (ISBN 9782896942619)
- La famille Winter, traduit par Dominique Fortier, Paris, 10/18, 2018, 477 p.  (ISBN 9782264072290)
- Californie 1901, traduit par Dominique Fortier, Québec, Alto, 2017, 74 p.  (ISBN 9782896943340)
- Tout l'or des braves, traduit par Marc Sigala, Paris, Paulsen, 2021, 474 p.  (ISBN 9782375021064)

## Prix et honneurs
- 2015 : Nommé pour le Scotiabank Giller Prize for fiction (pour The Winter Family)[4]
- 2015 : Finaliste pour le Prix littéraire du Gouverneur général (pour The Winter Family)[5]